# Средчане
Средчане (также жупляне, жупанцы, реже торбеши; самоназвание: нашинцы, нашинские, реже жупляне) — южнославянская мусульманская этнорелигиозная группа, населяющая исторический регион Средска (в юго-западной части территории Косова и Метохии). Одна из трёх групп исламизированных славян Южной Метохии наряду с горанцами и подгорянами.
Численность средчан оценивается приблизительно в 7500 человек.
Средчане живут компактно, занимая определённую территорию, характеризуются культурно-бытовыми особенностями, выделяются осознанием своей региональной самобытности, осознанием отличия от других этнических групп и используют единое самоназвание.
Основные особенности средчан (такие же, как и у близких им горанцев и подгорян) — это принадлежность к исламу, выделяющая данные группы среди сербов-христиан, и употребление южнославянских говоров, выделяющее славян-мусульман среди косовских албанцев.
Также термин «средчане» может использоваться в качестве этнохоронима, то есть применяться ко всем жителям Средской Жупы, независимо от национальной принадлежности — к сербам-православным, албанцам, туркам и т. д.

## Ареал и численность
Средчане вместе с близкими им группами горанцев и подгорян относятся к исконному славянско-мусульманскому населению Косова и Метохии в отличие от остальных славянско-мусульманских общин, переселившихся на территорию края в относительно недавнее время.
Основной ареал средчан — регион Средска (Жупа, Средская Жупа), расположенный на северных склонах горного массива Шар-Планина. Как по административно-территориальному делению автономного края Косова и Метохии (в составе Сербии), так и по административно-территориальному делению частично признанной Республики Косово Средска находится в пределах общины Призрен Призренского округа (в автономном крае Косово и Метохия) / Призренского округа (в республике Косово). Из тринадцати сёл в Жупе восемь почти полностью средчанские (Верхнее Любине, Горне-Село, Локвица, Манастирица, Небрегоште, Нижнее Любине, Планяне, Речане). Кроме того, средчане составляют значительную часть населения в селе Драйчичи и как национальное меньшинство представлены в албанском селе Мушниково.
Национальный состав в средчанских сёлах по данным переписи 2011 года:
| Сёла           | Национальный состав | Национальный состав | Национальный состав | Национальный состав | Национальный состав | Национальный состав |
| Сёла           | албанцы             | сербы               | турки               | боснийцы            | другие              | всего               |
| -------------- | ------------------- | ------------------- | ------------------- | ------------------- | ------------------- | ------------------- |
| Верхнее Любине | _                   | _                   | _                   | 1873                | 44                  | 1925                |
| Горне-Село     | 12                  | 9                   | _                   | 268                 | 3                   | 292                 |
| Драйчичи       | 28                  | 26                  | _                   | 95                  | _                   | 151                 |
| Локвица        | 1                   | 5                   | _                   | 330                 | _                   | 339                 |
| Манастирица    | _                   | _                   | _                   | 1106                | _                   | 1107                |
| Мушниково      | 900                 | 47                  | _                   | 143                 | 4                   | 1133                |
| Небрегоште     | 1                   | _                   | _                   | 577                 | _                   | 579                 |
| Нижнее Любине  | 5                   | _                   | _                   | 1178                | 17                  | 1227                |
| Планяне        | 11                  | 4                   | 7                   | 1080                | _                   | 1104                |
| Речане         | 2                   | _                   | 2                   | 944                 | 2                   | 951                 |

В переписях населения средчане идентифицировали себя до 1990-х годов как муслимане или албанцы, в настоящее время относят себя в основном к боснийцам.
По данным переписи 1991 года, проведённой в Социалистической Федеративной Республике Югославия, в Средской Жупе к муслиманам (как к национальности) с родным сербским языком отнесли себя 8825 человек (75,1 %).
Согласно переписи 2012 года в Республике Косово к боснийцам в сёлах Средской Жупы отнесли себя около 7,5 тысяч человек. Точную численность средчан установить сложно, так как в переписях они могут называть себя и сербами, и турками, и албанцами. Это в первую очередь относится к средчанам, живущим в других районах Косова, в Сербии и других странах — отток местного населения из средских сёл происходит постоянно (его пики пришлись на рубеж 1960—1970-х годов, на начало 1990-х и на период после 1999 года). Кроме того, значительная часть населения Средской Жупы не охватывается переписью, так как не живут постоянно в своих сёлах, находясь на работе в различных странах Западной Европы.
Средчане-мусульмане живут в Средской Жупе в соседстве с сербами-христианами, говорящих на одном и том же диалекте. Вследствие высокой рождаемости у мусульман за последние сто лет численность средчан характеризуется постоянным приростом, численность же православных сербов постоянно снижается, в том числе и из-за миграций в Сербию, особенно после 1999 года. К настоящему времени сербское население почти полностью выехало из Средской Жупы.

## История формирования
Средчане в подавляющем своём большинстве являются потомками автохтонного сербского населения края. Сохранение средневековых топонимов и микротопонимов Средской Жупы указывает на преемственность средневекового сербского и современного славянско-мусульманского населения региона. Компонентами средчанской этнической группы являются также в небольшом числе славяне, мигрировавшие внутри Средски, и переселенцы, вероятно, неславянского происхождения.
После османского завоевания южнославянских земель стремление остаться на своей земле и приспособиться к новым условиям жизни вынуждало часть христианского населения принимать мусульманскую веру — с середины XV века начался процесс постепенной исламизации славян Южной Метохии.
В Средской Жупе переход славян-христиан в мусульманскую веру длился дольше, чем в Подгоре, исламизированной в XVIII веке, и Горе, исламизированной к XIX веку. Так, например, семья Вуйич из села Локвица приняла ислам только лишь в начале XX века. Процесс исламизации в Средске до настоящего времени так и не завершился — полностью стали мусульманскими только горные сёла, расположенные ближе к границе с Горой и Опольем. Православным оставалось население в долине реки Быстрица (в настоящее время значительная часть сербов-христиан покинула Средскую Жупу).
Приняв ислам, средчане сохранили часть доисламских традиций и обычаев, отчасти связанных с христианским календарём, что отличает их в некоторой степени от соседних с ними мусульман-албанцев.
Несмотря на исламизацию, облегчающую дальнейшую албанизацию, и несмотря на некоторые элементы насильственной албанизации, отмечаемой в разное время в Косове и Метохии, средчане сохранили и устойчиво сохраняют до настоящего времени родные говоры и не принимают албанского самосознания, в то время как, например, соседнее славянское население в Ополье после принятия ислама постепенно полностью албанизировалось, перейдя на албанский язык. Единственное село в Средске, в котором славяне были полностью албанизированы — село Стружье на границе с албанской областью Ополье — после переселения в XVIII веке в село албанцев славяне оказались в Стружье этническим меньшинством, что способствовало их быстрой ассимиляции.
Среди боснийцев Косова и Метохии всё больше распространяются представления о богомильской основе славян-мусульман. Существуют также версии происхождения славянско-мусульманских этнических групп путём славянизации местного влашско-аромунского или даже турецкого населения.

## Этническое самосознание
Как сами представители средчан, так и исследователи этой этнической группы, не имеют единого мнения относительно того, являются ли средчане субэтнической группой какого-либо крупного по численности этноса (и если да, то какого), или представляют собой какое-то отдельное этническое образование или даже самостоятельный этнос (нередко вместе с горанцами и подгорянами).
После того как в Социалистической Федеративной Республики Югославия сформировался и получил в 1963 году официальное признание такой этнос, как муслимане (южнославянский мусульманин как этническое определение) средчане стали считать себя частью мусульман (муслиман) благодаря схожести их языковой славянской и религиозной мусульманской составляющих. В 1990-х годах большая часть муслиман стала осознавать себя боснийцами (босняками), боснийский этноним приняли также и средчане. В частности, в переписи 2012 года в Республике Косово средчане отнесли себя главным образом к боснийцам. В то же время средчане подчёркивают своё отличие от босняков Боснии и Герцеговины и Санджака, выделяясь вместе с другими славянами-мусульманами Косова как обособленная боснийская косовская общность.
Для средчан неизменным остаётся их региональное самосознание, которое им представляется наиболее важным, — средчане называют себя либо «нашинец», «нашенский», либо «средчанин» («жуплянин»), иногда по месту проживания как «любинец», «небрегоштанин», «речанец» и т. д. (житель сёл Нижнего или Верхнего Любине, Небрегоште, Речане и т. д.) или просто «Мы из Жупы». Название «жуплянин» у мусульманской части населения Средски появилось после 1999 года исключительно для размежевания со средчанами-сербами, с которыми часть средчан-мусульман жили в смешанных сёлах до 1999 года. Сербы-христиане в свою очередь в последнее время стали называть средчан-мусульман, а также горанцев и подгорян, торбешами, так же, как славянско-мусульманское население называют в Западной Македонии. Небольшая часть средчан приняла этот этноним и иногда использует его в общении между собой.
Принадлежность к более широкому этнотипу у средчан может изменяться — в настоящее время большинство средчан относят себя к боснякам, в определённой ситуации возможно их сербское, македонское или болгарское самоопределение. И даже не славянское — турецкое или албанское. Часто вопрос этнической принадлежности решается с прагматической точки зрения, приезжая в Сербию, средчане могут называть себя сербами, получая болгарское гражданство (для возможности свободно ездить и жить в странах ЕС) — могут называть себя болгарами.
Изменение этнического самоопределения под влиянием внешних факторов показывают результаты переписи в Средске: в 1948 году большинство средчан отнесли себя к албанцам; в 1953 году — 40,8 % — к албанцам, 14,2 % — к туркам, 11,2 % — к югославам неопределившимся; в 1961 году средчане стали записываться как муслимане; в 1981 году под давлением албанских властей большинство средчан записалось албанцами; в 1981 году 70 % средчан и в 1991 году 75,1 % отнесли себя к муслиманам; в 2012 году большинство средчан записалось боснийцами.
Как этническую, так и лингвистическую принадлежность славянско-мусульманских групп Южной Метохии исследователи из Сербии, Македонии и Болгарии определяют чаще всего соответственно как сербскую, македонскую и болгарскую. Власти Косова в разное время предпринимали попытки записать славян-мусульман как албанцев.
Славянская языковая общность и противопоставление себя другим этническим группам выражается также в том, что средчане вступают в брак чаще всего внутри своей группы, реже заключают брак с представителями других славянско-мусульманских групп, и очень редко — с представителями других этносов (предпочтительнее при этом с турецкими, нежели с албанскими).

## Язык
Главным средством общения жителей Средской Жупы являются до настоящего времени средские говоры — сами средчане называют их «нашенские». Также распространено название «сретечские», прежде всего среди сербов, после 1999 года всё чаще стало использоваться название «жуплянские» или «жупские».
Основа средских говоров прежде всего сербская, формообразующие морфемы — в основном македонские.
В Средске нет резких различий в речи христианской и мусульманской славянских общин — они говорят на одном и том же диалекте.
Тем не менее, некоторые особенности имеются. Так, в говорах ряда горных мусульманских селений Средски (Манастирица, Верхнее Любине, Нижнее Любине, Небрегоште) отмечается влияние междиалектных контактов с горанскими говорами. В говорах сёл, расположенных ближе к реке Призренска-Бистрица, в которых живёт христианское население Средски, следов таких контактов нет.
А. М. Селищев, изучавший славянские говоры в Македонии в первой половине XX века, отмечал, что для речи населения Средской Жупы (вместе с Сириничской Жупой) характерны черты двух языковых групп: сербской и болгарской, в частности, болгарско-македонской.
Средчане устойчиво сохраняют родные говоры в быту. Обучение в школах Средской Жупы проводится на боснийском литературном языке (ранее — на сербском литературном с более близкой средчанам экавской нормой произношения). Только в селе Мушниково дети средчан обучаются на албанском языке. Введение после установления в 1999 году протектората ООН в Косове обучения на боснийском языке как альтернативы обучению на сербском способствует сохранению большей частью славян-мусульман Косова и Метохии славянского самосознания и родного языка. Учебные планы для ряда школьных предметов на боснийском языке подготовлены в основном преподавателями из числа косовских боснийцев. Часть учебников выпущена на основе данных планов, часть переведена с албанского языка, часть привезена из Боснии и Герцеговины. В боснийских школах Косова совмещены албанская косовская учебная программа и боснийская учебная программа из Боснии и Герцеговины. В отношении литературного стандарта косовские боснийцы ориентируются на боснийский язык, Функционирующий среди большинства боснийцев в Боснии и Герцеговине. Получение высшего образования на боснийском языке в Косове ограничено, поэтому средчане после окончания средней школы для дальнейшего обучения уезжают из края, даже если они учились в школе на албанском. Билингвов, владеющих одновременно южнославянскими говорами и албанским языком, в Средской Жупе практически нет. Интернет-сайты средчан чаще всего оформлены на штокавском наречии с комбинацией различных норм сербского или боснийского языков. Боснийский язык используется для богослужения в мечетях.
Создание литературных произведений и публикация народного творчества в Средской Жупы производится как на боснийском языке, так и на средских говорах. На местном говоре Мифтаром Аджеми, уроженцем средского села Нижнее Любине, опубликованы книга народных рассказов «Кажуење» («Рассказы») и книга народных песен «Поање» («Песнопения»). Кроме того, Аджеми создал свой вариант алфавита, названный «нашиница», для средских и горанских говоров.
Азир Куличи (Аджо) из села Манастирица выпустил несколько поэтических сборников на родном говоре, в частности, сборник «Под врхова од Шар-планина» («У вершин Шар-Планины»). Узаир Айрадини опубликовал роман и несколько книг поэзии, на средском говоре им была издана только одна книга — «Слуза у слунце» («Слеза на солнце»). Решат Фазли издал роман «Клетва» («Клятва»), а Мехмед Салкович издал роман «Пут без повратка» («Дорога без возврата») с диалогами на местном говоре. Поэзия средчан наряду с горанской и боснийской поэзией издана в антологии боснийской поэзии Косова и Санджака «Бијел бехар» («Белый цветок»), составленной Алиёй Джоговичем.
Для средских говоров характерно широкое распространение лексических ориентализмов. В сравнении с горанскими в средских говорах ориентализмы отмечаются в меньшей степени.
Средские говоры объединяются общими изоглоссами с соседними с ними говорами славян-мусульман — горанскими и подгорянским. Общие изоглоссы сформировались по большей части под влиянием диалектов северо-западной Македонии. Распространению диалектных черт в славянских говорах Южной Метохии способствовали тесные языковые контакты, связывавшие разные группы славян благодаря их конфессиональной общности и схожему скотоводческому характеру хозяйства. Наиболее ощутимые различия средских говоров от остальных говоров Южной Метохии связаны с их генезисом. Если основа средских говоров — призренско-южноморавская с македонскими особенностями в области морфологии, то в основе горанских говоров лежат черты западномакедонского диалекта, а в подгорянском говоре основа — южнометохийская сербского типа с горанским влиянием.
В селе Верхнее Любине в 2001 году была основана радиостанция «Радио Астра», которая транслирует передачи на боснийском языке. Некоторые программы передаются также на местных говорах.

## Фольклор
В Средской Жупе в конце 1990-х годов был создан фольклорный ансамбль «Шарский цветок». В репертуар этого коллектива входят средские песни и танцы.